# (20146) 1996 SM7
(20146) 1996 SM7 est un astéroïde de la ceinture principale d'astéroïdes découvert en 1996.

## Description
(20146) 1996 SM7 a été découvert le 30 septembre 1996 à l'observatoire Kvistaberg, un observatoire suédois appartenant au département de physique et d'astronomie de l'université d'Uppsala et situé entre Uppsala et Stockholm, par L. Kamél et K. Lundgren.

### Caractéristiques orbitales
L'orbite de cet astéroïde est caractérisée par un demi-grand axe de 2,22 UA, un périhélie de 1,82 UA, une excentricité de 0,18 et une inclinaison de 4,23° par rapport à l'écliptique. Du fait de ces caractéristiques, à savoir un demi-grand axe compris entre 2 et 3,2 UA et un périhélie supérieur à 1,666 UA, il est classé, selon la JPL Small-Body Database, comme objet de la ceinture principale d'astéroïdes.

### Caractéristiques physiques
(20146) 1996 SM7 a une magnitude absolue (H) de 15,1 et un albédo estimé à 0,128.